# Mark Wayne Clark
Mark Wayne Clark (Sackets Harbor, New York, 1 mei 1896 – Charleston, 17 april 1984) was een Amerikaanse generaal die diende tijdens de Tweede Wereldoorlog en de Koreaanse Oorlog. Hij werd door Eisenhower (met wie hij in Engeland bevriend raakte) benoemd tot de jongste luitenant-generaal in de geschiedenis van het Amerikaanse leger. Clark werd door zijn critici gezien als een ijdele, oppervlakkige en onbekwame generaal. Vanwege zijn extreme eigenwaan werd hij door de pers regelmatig bespot en door velen van hen ronduit verafschuwd.

## Voor de Tweede Wereldoorlog
Clark werd geboren in Madison Barracks, Sackets Harbor, New York. Clark ging studeren aan West Point. In april 1917 studeerde hij af aan West Point als bijna de slechtste van zijn klas. Hij vocht tijdens de Eerste Wereldoorlog in Frankrijk met de 11e Infanterieregiment. Hij raakte gewond en werd overgeplaatst naar het hoofdkwartier van de Generale Staf van het  Amerikaanse Eerste Leger. Hij diende daar tot aan het einde van de Eerste Wereldoorlog. Daarna diende hij voor het Amerikaanse Derde Leger.    
In het interbellum bekleedde Clark diverse staffuncties. Op 4 augustus 1941 werd Clark bevorderd tot brigade-generaal en werd benoemd tot Assistant Chief of Staff (G-3) op het Algemene Hoofdkwartier in Washington D.C.

## Tweede Wereldoorlog
In januari 1942 werd Clark benoemd tot plaatsvervangend chef-staf van de grondtroepen en werd in mei 1942 tot chef-staf benoemd.  In juni 1942 vertrok hij naar Groot-Brittannië en werd daar bevelhebber van het 2e Legerkorps. In augustus 1942 werd hij bevorderd tot generaal-majoor. In oktober 1942 werd Clark benoemd tot plaatsvervangend bevelhebber van de geallieerde troepen in Noord-Afrika. Hij was nauw betrokken bij Operatie Toorts. 
In september 1943 werd Clark benoemd tot bevelhebber van het Amerikaanse Vijfde Leger. Hij was betrokken bij de geallieerde landingen in Italië (Operatie Avalanche). Daarna was Clark verantwoordelijk voor de Slag om Monte Cassino en gaf hij het fel gecontesteerde bevel om het Middeleeuwse klooster van Monte Cassino te bombarderen. Vele vluchtelingen die er een schuilplaats hadden gevonden kwamen daarbij om. Na het bombardement werden de kloosterruïnes bezet door Duitse para's die er een formidabele defensieve positie van maakten.
Op 5 juni 1944 trok Mark Clark Rome binnen als veroveraar en negeerde daarmee de opdracht van de Britse generaal Harold Alexander om het terugtrekkende Duitse 10e leger te vernietigen. Hierdoor werd de oorlog in Italië met een jaar verlengd ten koste van tienduizenden mensenlevens.
In december 1944 nam Clark de positie van Harold Alexander over als bevelhebber van de 15e Legergroep. Op 10 maart 1945 werd hij bevorderd tot generaal. Aan het einde van de Tweede Wereldoorlog was Clark bevelhebber van de geallieerde troepen in Italië en werd later benoemd tot de Amerikaanse Hoge Commissaris in Oostenrijk.

## Na de Tweede Wereldoorlog
In juni 1947 keerde Clark terug naar de Verenigde Staten en werd bevelhebber van het Amerikaanse Zesde Leger. Twee jaar later werd hij benoemd tot hoofd van de Army Field Forces.
Tijdens de Koreaanse Oorlog nam Clark op 12 mei 1952 het bevel van generaal Matthew Ridgway over als bevelhebber van de United Nations Command. Na zijn pensioen uit het leger was Clark president van The Citadel (1954-1966).
Clark stierf op 17 april 1984.

## Militaire loopbaan
- Second Lieutenant, United States Army: april 1917
- First Lieutenant, United States Army: 15 mei 1917
- Captain, United States Army: 5 augustus 1917
- Major, United States Army: 14 januari 1933
- Lieutenant Colonel, United States Army: 1 juli 1940[5]
- Colonel, United States Army:
- Brigadier General, United States Army: 4 augustus 1941[5]
- Major General, United States Army: 17 augustus 1942 - 17 april 1942[5]
- Lieutenant General, United States Army: 11 november 1942[5]
- General, United States Army: 10 maart 1945[5]

## Decoraties
- Distinguished Service Cross (Verenigde Staten)[6]
- Army Distinguished Service Medal met drie Eikenloof cluster[6]
- Navy Distinguished Service Medal[6]
- Legioen van Verdienste (Verenigde Staten)[6]
- Bronzen Ster[6]
- Purple Heart[6]
- Overwinningsmedaille (Verenigde Staten)
- Amerikaans Defensie Service Medaille
- Europa-Afrika-Midden Oosten Campagne Medaille
- World War II Victory Medal
- Bezettingsmedaille voor het Leger met "Duitsland" gesp
- Medaille voor Nationale Verdediging
- Korea Dienst Medaille
- Koreamedaille van de Verenigde Naties
- Grootofficier in de Kroonorde[6]
- Grootofficier in de Orde van het Zuiderkruis[6]
- Croix de guerre (Frankrijk) met Palm (2 maal)[6]
- Grootkruis in de Orde van de Witte Leeuw[6]
- Grootkruis in het Legioen van Eer[6]
- Grootkruis in de Militaire Orde van Italië[6]
- Grootkruis in de Orde van Sint-Mauritius en Sint-Lazarus[6]
- Zilveren Medaille van Militaire Dapperheid[6]
- Zilveren kruis in de Virtuti Militari[6]
- Grootkruis in de Orde van Sharifian Alawaidis
- Ridder Commandeur in de Orde van het Britse Rijk[6]
- Lid in de Orde van het Bad[6]
- Orde van Soevorov, 1e klasse[6]
- Grand Cordon of the Imperial Order of the Rising Sun[6]
- Republic of Korea Order of Taeguk with Gold Star[6]